# Мацкевич, Юзефа Флориановна
Юзефа Флориановна Мацкевич (1911—2003) — белорусский лингвист, доктор филологических наук (1963), член-корреспондент Академии наук Белорусской ССР (1969; НАНБ с 1991). Заслуженный деятель науки Белорусской ССР (1978). Лауреат Государственной премии СССР в области науки и техники (1971). Лауреат Государственной премии Республики Беларусь в области гуманитарных и социальных наук (2001).

## Биография
Родилась 27 июля 1911 года в деревне Ухле в Витебской губернии.
В 1938 году окончила Минский педагогический институт.
С 1945 года — старший научный сотрудник Института языка, литературы и искусства АН БССР.
С 1950 по 1986 годы — заведующая сектором диалектологии, с 1986 по 1991 годы —  ведущий научный сотрудник-консультант Института языкознания АН БССР.
В 1963 году защитила докторскую диссертацию, в 1969 году была избрана член-корреспондентом Академии наук Белорусской ССР. В 1978 году Ю. Ф. Мацкевич было присвоено почётное звание — Заслуженный деятель науки БССР.
Была организатором, руководителем и активным участником исследований лингвогеографического этапа в развитии современной белорусской диалектологии. Исследовала диалекты белорусского языка, их генезис, историческое развитие, структуру и контакты с говорами инославянских и балтийских языков. Была редактором и соавтором книг: «Хрэстаматыя па беларускай дыялекталогii» (1962), «Дыялекталагiчны атлас беларускай мовы» (ч. 1—2, 1963), «Лiнгвiстычная геаграфiя i групоўка беларускiх гаворак» (1968-69), «Слоўнiк беларускiх гаворак паўночна-заходняй Беларусi i яе пагранiчча» (т. 1—5, 1979—1986). В 1971 году «за участие в комплексе работ по белорусской лингвогеографии» удостоена Государственной премии СССР.
Была одним из авторов «Лексiчнага атласа беларускiх народных гаворак» в 5 томах (т. 1—5, 1993—1998). В 2000 году «за  цикл  работ  "Лексический  атлас  белорусских народных говоров" в пяти томах» ей была присуждена Государственная премия Республики Беларусь.
Жила и работала в Минске. Умерла 24 ноября 2003 года.

## Основные труды
- Мацкевіч Ю. Ф.  Нарысы па гiсторыi беларускай мовы. Мiнск., 1957 г.
- Мацкевіч Ю. Ф.  Марфалогiя дзеяслова ў беларускай мове. Мiнск., 1959 г.
- Мацкевіч Ю. Ф.  Нарысы па беларускай дыялекталогii. Мiнск., 1964 г.
- Мацкевіч Ю. Ф.  Мiкратапанiмiя Беларусi. Мiнск., 1974 г.

## Награды
- Государственная премия СССР в области науки и техники (1971 — «за участие в комплексе работ по белорусской лингвогеографии»)
- Государственная премия Республики Беларусь (2001 - «за  цикл  работ  "Лексический  атлас  белорусских народных говоров" в пяти томах»)[4]
- Заслуженный деятель науки Белорусской ССР (1978)
- Орден Дружбы народов (13 мая 1981)